# Kokořínský Důl
Kokořínský Důl je vesnice a část obce Kokořín v okrese Mělník ve Středočeském kraji. Nachází se asi 1,5 kilometru východně od Kokořína. Vesnicí protéká Pšovka. Je zde evidováno 173 adres.Trvale zde žije 13 obyvatel.
Kokořínský Důl leží v katastrálním území Kokořín o výměře 7,05 km², obklopují ho pískovcové útvary Chráněné krajinné oblasti Kokořínsko – Máchův kraj a mokřady Liběchovky a Pšovky.

## Historie
První písemná zmínka o vesnici pochází z roku 1834.

## Obyvatelstvo
| Rok            | 1869 | 1880 | 1890 | 1900 | 1910 | 1921 | 1930 | 1950 | 1961 | 1970 | 1980 | 1991 | 2001 | 2011 | 2021 |
| -------------- | ---- | ---- | ---- | ---- | ---- | ---- | ---- | ---- | ---- | ---- | ---- | ---- | ---- | ---- | ---- |
| Počet obyvatel | 281  | 252  | 223  | 213  | 209  | 190  | 173  | 133  | 92   | 55   | 27   | 25   | 13   | 39   | 43   |
| Počet domů     | 42   | 43   | 44   | 43   | 42   | 43   | 54   | 75   | 75   | 30   | 15   | 54   | 43   | 52   | 51   |

## Pamětihodnosti
- Hrad Kokořín
- Vodní mlýn Mlčeň
- Domy čp. 35 a 57
- Usedlost čp. 58

## Galerie

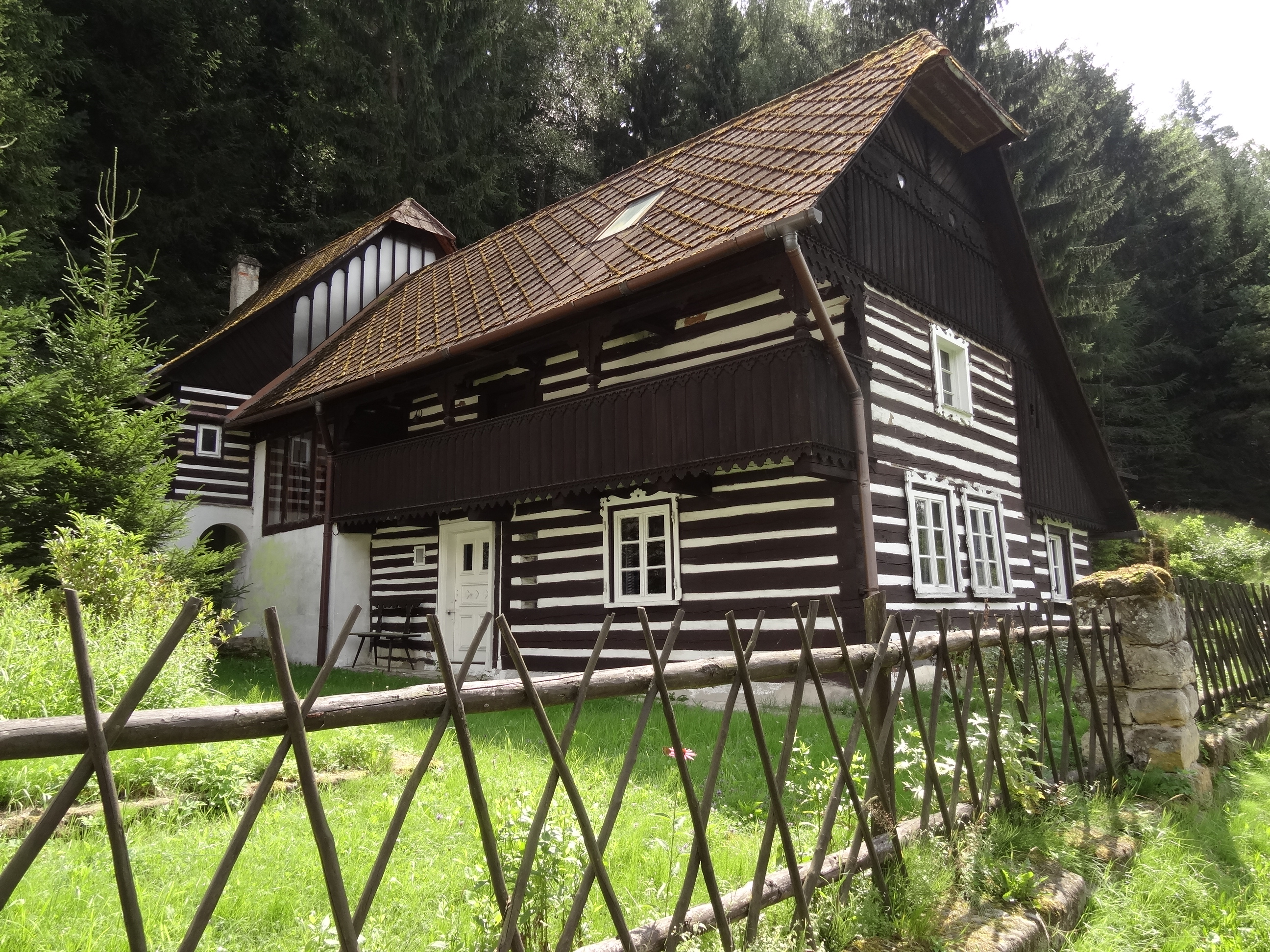
Čp. 57
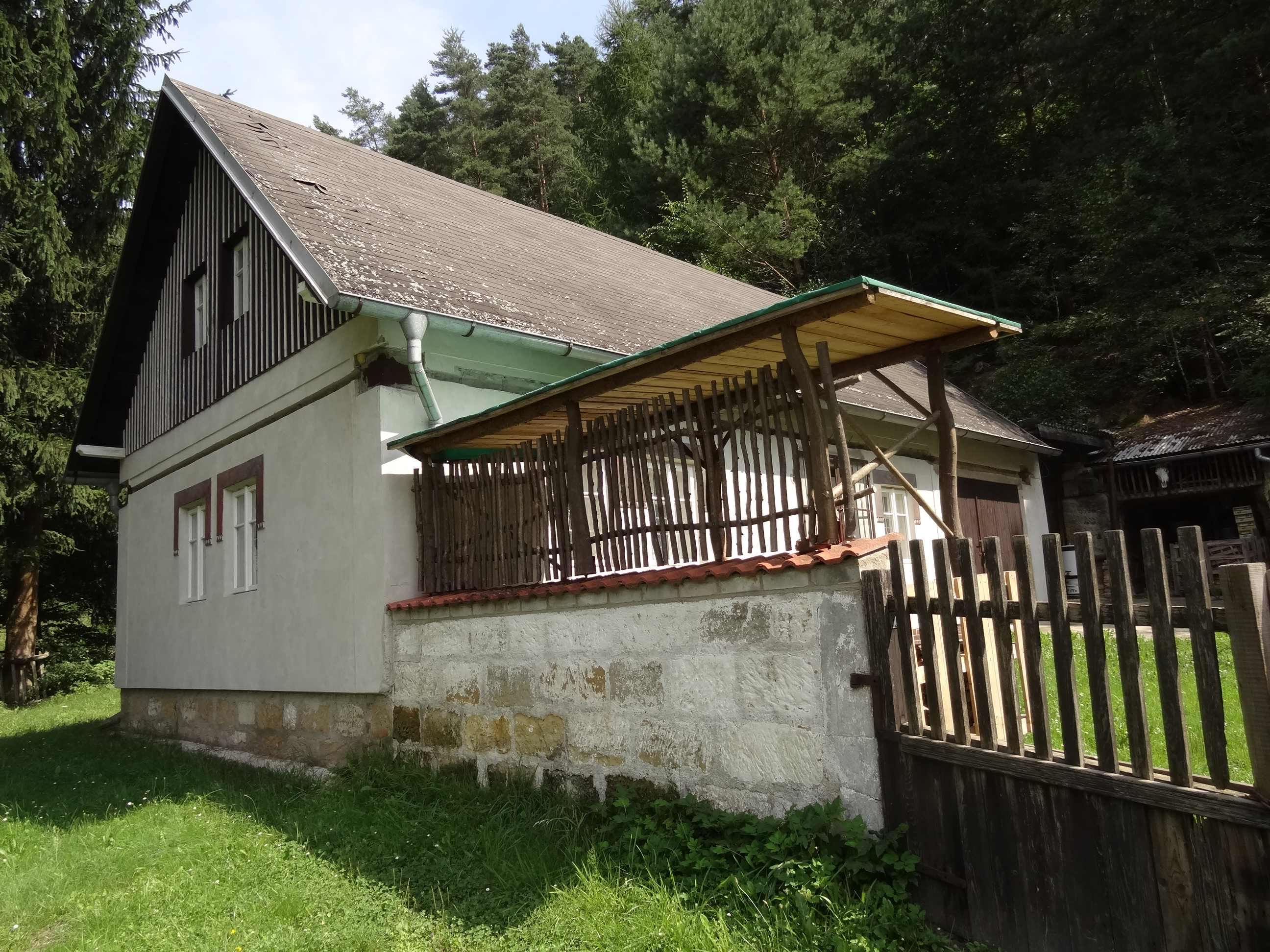
Čp. 58
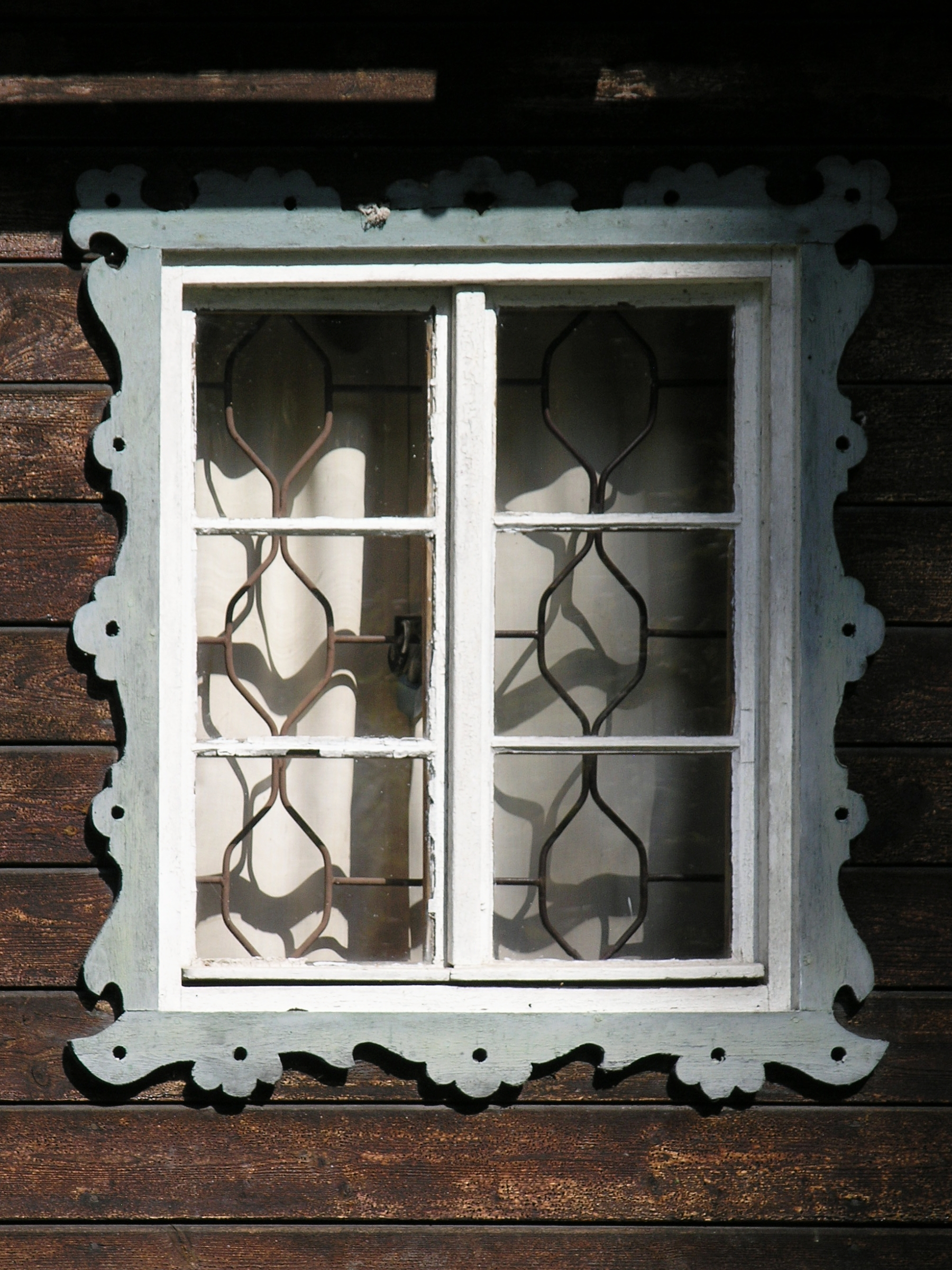
Okno s dřevěným ostěním
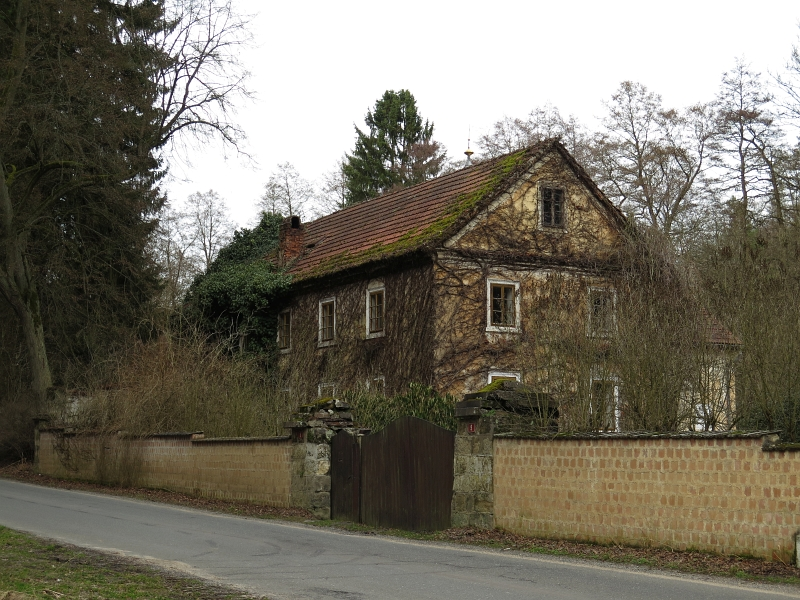
Vodní mlýn Mlčeň
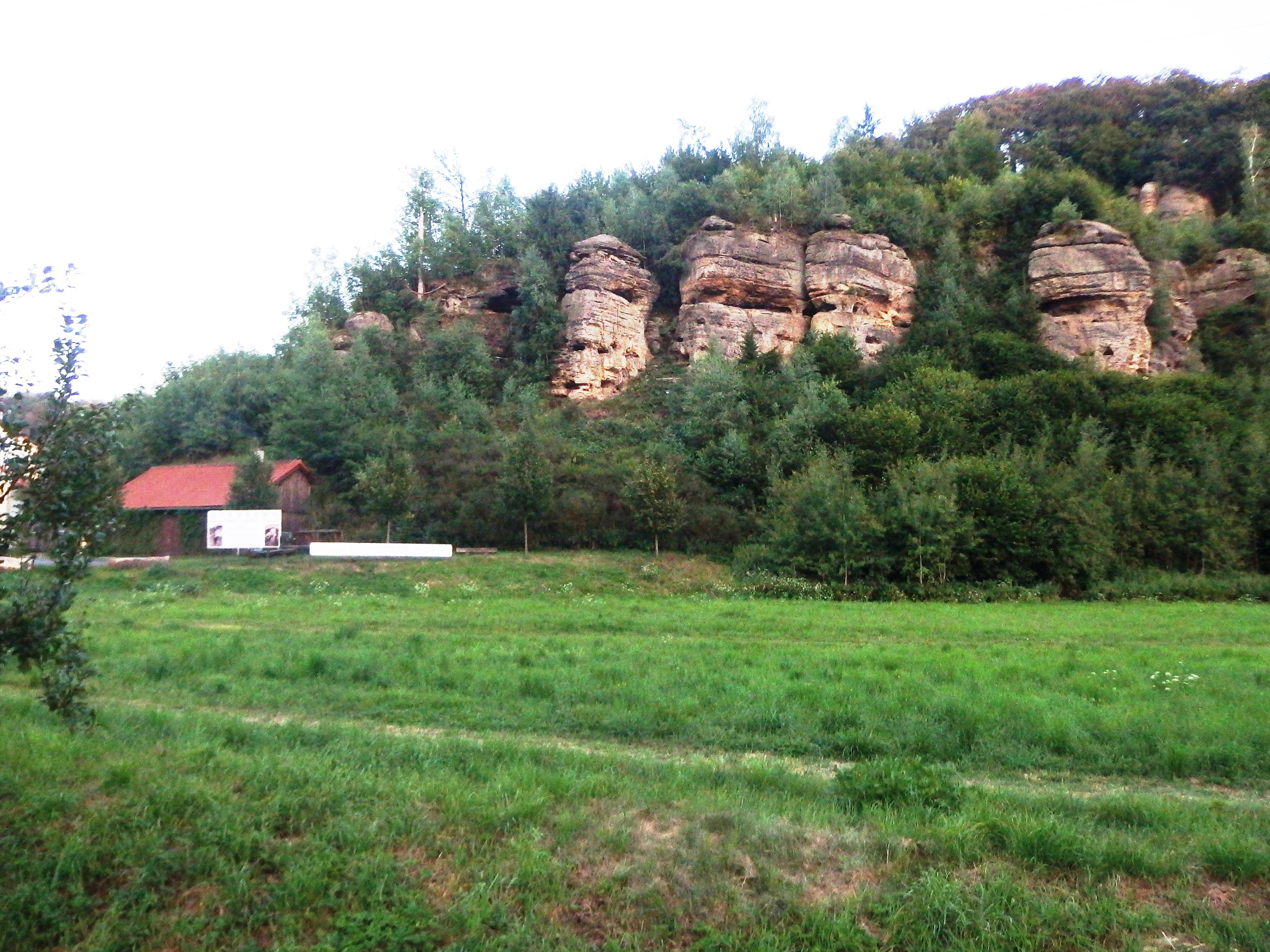
Skály v Kokořínském Dole